# Riópar
Riópar es un municipio y localidad española de la provincia de Albacete, en la comunidad autónoma de Castilla-La Mancha. El término municipal, ubicado en la comarca de la Sierra de Alcaraz, tiene una población de 1353 habitantes (INE 2024).

## Geografía
El municipio está ubicado en el sureste de la península ibérica, en la comarca de la Sierra de Alcaraz. Se encuentra a 118 km de la capital provincial. Está integrado en la mancomunidad de servicios Sierra de Segura. En las proximidades se encuentran los Chorros del río Mundo, nacimiento de dicho río, parte del parque natural de los Calares del Río Mundo y de la Sima.

## Naturaleza

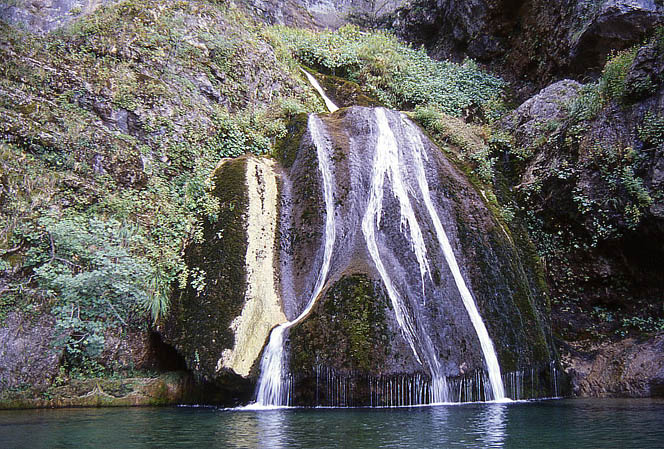
Chorros del río Mundo

En las proximidades se encuentran los Chorros del río Mundo, nacimiento del río Mundo, que en época de lluvias forma unas cascadas espectaculares, conocidas en la zona como el reventón. La zona está integrada en el parque natural de los Calares del Río Mundo y de la Sima.

### Vegetación
La cubierta vegetal de la zona refleja una riqueza peculiar. José María Herranz cita en Los Chorros 51 endemismos ibéricos y 25 ibero-africanos. 
Grandes bosques de pino negral y pino laricio tapizan el valle y los alrededores. En las laderas aparecen dispersos otros árboles, como quejigos, encinas, serbales y arces menores, especie endémica del sur de España, que adquiere una intensa tonalidad roja en otoño. Les acompañan arbustos como espinos albares. 
Existen lugares en las que una mayor humedad y un microclima diferente, como es el del desplome de Los Chorros, que favorecen la aparición de especies relícticas propias de áreas más septentrionales, como son: el tejo, el acebo, el avellano y varias especies de helechos. En las fisuras de las rocas salpicadas de agua aparece la grasilla, planta carnívora de vistosas flores azules, cuyas hojas presentan el envés impregnado de una sustancia pegajosa, gracias a la que atrapa pequeños insectos que digiere parcialmente. Así obtiene, mediante una enzima que ella misma segrega, las sales que el medio no es capaz de darle. 
En el fondo del valle, cerca del curso del agua, como en El Charco de las Truchas, existe una comunidad de plantas diferente. El dosel arbóreo está aquí constituido por fresnos de hoja estrecha y olmos de montaña, acompañados por plantas trepadoras. Hiedras, clemátides y madreselvas entrelazan sus tallos con los de los árboles, que dan un aspecto casi selvático. 
También abundan especies de llamativas flores, como campanillas, farolillos, Erinus alpinus y otras curiosas, como el rusco de tallos fotosintéticos. En las zonas más altas de las laderas aparecen distintas especies de zamarrillas, enebros comunes, arenarias y el típico cojín de monja. La mayoría de estas son especies con claras adaptaciones a climas más fríos, propios de esas mayores alturas. 
Completan esta visión de los distintos ambientes vegetales muchas especies tan diversas como la higuera, la zarzamora, la hiniesta, la rosa de Alejandría, el eleboro y distintas orquídeas. En 1850 fue hallado cierto geranio cerca de la Cueva de Los Chorros, que hasta hace poco se creía exclusivo de este enclave. 
Todo este diverso mundo vegetal va acompañado de una variada y rica comunidad animal.

### Fauna
Se han localizado 68 especies de aves, entre las que citamos: el águila real, águila perdicera, cuervos, chovas piquirrojas, aviones roqueros, buitres leonados, halcón peregrino, cernícalo común, vencejos comunes y reales, collalbas grises, colirrojos tizones, roqueros rojos y solitarios, trepadores azules, agateadores comunes, abubillas, mosquiteros, currucas capirotadas, chochines, petirrojos, piquituertos, carboneros, reyezuelos, gorriones, papamoscas, palomas torcaces, arrendajos, cornejas, zorzales, mirlos, la chocha perdiz, el pito real, pico picapinos, torcecuello, el azor, gavilán, estorninos negros y pardos, busardo ratonero, milano negro, águila calzada, culebrera europea, alcotanes, el búho chico, cárabo, mochuelo, autillos, mirlo acuático, ruiseñor, carriceros, buitrones, lavanderas, bisbitas, cucos, alcaudón real y común, tarabillas, jilgueros, abejarucos, perdices y chotacabras, oropéndolas y quebrantahuesos. 
Se han localizado 30 especies de mamíferos, siendo el de mayor número de variedades el de los murciélagos. Otros también llamativos son: las musarañas, erizos, rata de agua, ratones, ardillas, lirones, topos, liebres y conejos. También se ve con frecuencia la cabra montés, el muflón, el jabalí, el gato montés, el zorro, la comadreja, el turón, las ginetas y garduñas. 
Reptiles como la lagartija de Valverde, lagarto ocelado, lagartijas como la ibérica, la colilarga y las cenicientas, como asimismo las salamanquesas, culebrillas ciegas, la víbora hocicuda, bastarda, la de escalera, herradura, la culebra de agua, la viperina, la de cogulla y la culebra lisa, destacan entre las 17 especies localizadas en estos parajes. 
La trucha común se observa con frecuencia en todo el río Mundo, especialmente en el Charco de las Truchas, y muy ligado a las aguas, la rana común, la salamandra y el tritón jaspeado, junto con el sapo común, el corredor y el moteado.

## Historia

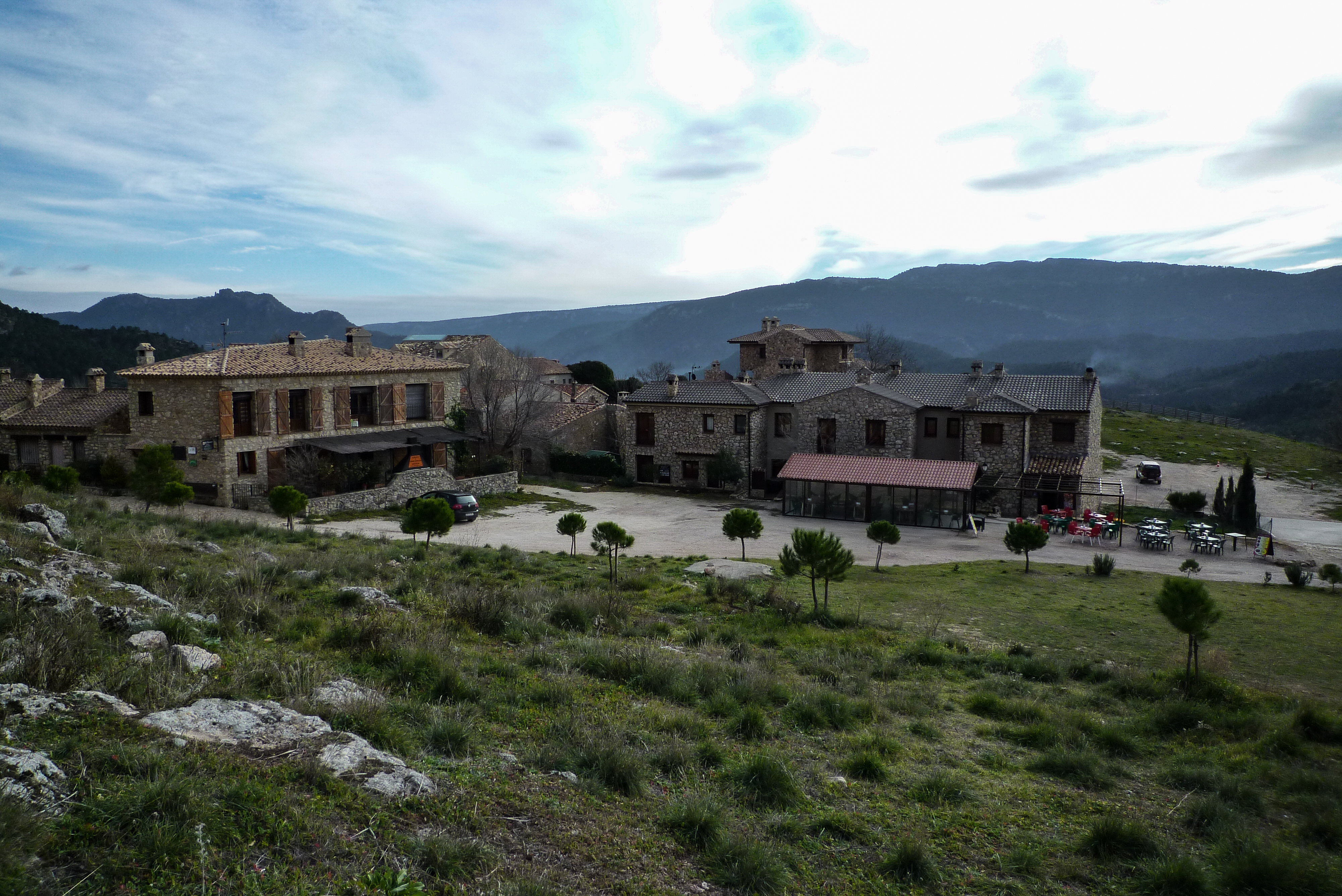
Vista de Riópar Viejo

Junto a las localidades de Villapalacios, Bienservida, Villaverde de Guadalimar y Cotillas, formó parte del Señorío de las Cinco Villas, histórica subcomarca dentro del extenso Alfoz de Alcaraz. El Alfoz perteneció al marquesado de Villena, que terminó anexionado por los Reyes Católicos a la Corona de Castilla, dentro del Reino de Toledo.
El municipio comprende un casco histórico-cultural, la pedanía de Riópar Viejo, antigua Rivus Oppae (o río de la zorra), villa medieval actualmente restaurada, y situada a unos tres kilómetros al oeste del Riópar moderno. El actual Riópar, con la antigua denominación de las Reales Fábricas de Bronce y Latón de San Juan de Alcaraz, procede de un proyecto de colonización del siglo XVIII, en época de Carlos III, por el que se establecían en este lugar operarios de la minería y factorías reales.

## Geografía humana

### Pedanías
Las pedanías de Riópar:

Extensión del término municipal dentro de la provincia de Albacete.

- Riópar Viejo: antiguo núcleo principal, totalmente restaurado, el de mayor altitud de todos, con alrededor de 1100 m s. n. m. Situado 3 km al noroeste de Riópar, en lo alto de un cerro coronado por un castillo. Cuenta con 5 habitantes empadronados[2] y acoge el turismo que se aloja en sus casas rurales. Buenas vistas. Sus calles están restauradas con piedra vista.
- Casa de la Noguera: situada a medio camino entre Riópar y el nacimiento del río Mundo. Tiene una población de 26 habitantes censados, llegando a cuadruplicarla durante los meses de verano. Las fiestas son el día 3 de mayo (festividad de la Santa Cruz). Tiene casas encaladas y unas vistas preciosas al Calar del río Mundo.
- Umbría-Angulo: cuenta con 14 habitantes censados, llegando a alcanzar la treintena en verano. Es la pedanía más alejada del núcleo principal. A poca distancia se encontraba instalada una subestación eléctrica, la cual aprovechaba el agua del pantano de Arroyo Frío. Esta pedanía tiene festividad el día de Santiago Apóstol, el 25 de julio.
- Cortijo del Cura: tiene 10 habitantes censados. Las fiestas son el 15 de mayo, festividad de San Isidro.
- El Laminador: tiene 22 habitantes censados (distribuidos en varios núcleos de población). Enfrente de esta pedanía podemos encontrar las minas de calamina, las cuales eran esenciales para producir el bronce y el latón. Justo al lado se encuentran las antiguas viviendas y fábricas de los obreros de aquella época.
- Lugar Nuevo: esta pedanía cuenta con 33 habitantes censados. Cerca de ella se encuentra el CEA La Dehesa, un centro de educación ambiental para enseñar la flora y la fauna del territorio.
- La Dehesa: tiene 15 habitantes censados. Está a medio camino entre Riópar y Cortijo del Búho.
- El Gollizo: tiene 15 habitantes censados y está a 1051 m s. n. m. Situada al norte de Riópar, de camino al paraje natural conocido como Fuente Grande.
- Arrecife: tiene 13 habitantes censados y está situada a medio camino entre Riópar y El Laminador.
- El Noguerón: tiene 25 habitantes censados y se encuentra a los pies de Riópar Viejo.
- El Villar: tiene 5 habitantes censados y se encuentra entre la pedanía de Riópar Viejo y la localidad de Riópar.
- El Carrizal: tiene 16 habitantes censados y queda a 1 km de Riópar Viejo, en dirección sureste.
- Casas de las Tablas: tiene 6 habitantes censados y está situada un poco más abajo de El Carrizal, junto a la carretera CM-412.
- Cortijo del Búho: tiene 5 habitantes censados y está situada al oeste de Riópar.
- Miraflores: no tiene habitantes censados y está situada al oeste del Cortijo del Búho.

### Demografía
Cuenta con una población de 1353 habitantes (INE 2024).
| Gráfica de evolución demográfica de Riópar entre 1842 y 2021                                                          |
| |
| Población de derecho según los censos de población del INE. Población de hecho según los censos de población del INE. |

En los años 1940 y 1950 Riópar experimenta el mismo descenso poblacional de todos los pueblos serranos de la provincia de Albacete. Actualmente la población se ha estabilizado en un nivel superior al de las décadas de 1980 y 1990.  
Si tomamos en consideración solamente los núcleos principales (sin pedanías), en 2016 Riópar es el tercer núcleo en habitantes de la zona serrana de la provincia:
- Elche de la Sierra: 3356 habitantes.
- Yeste: 1475 habitantes.
- Riópar: 1229 habitantes.
- Alcaraz: 1211 habitantes.
- Liétor: 1207 habitantes.
- Socovos: 1196 habitantes.

| 1900 | 1910 | 1920 | 1930 | 1940 | 1950 | 1960 | 1970 | 1981 | 1991 | 2001 | 2010 | 2015 | 2016 | 2019 |
| ---- | ---- | ---- | ---- | ---- | ---- | ---- | ---- | ---- | ---- | ---- | ---- | ---- | ---- | ---- |
| 2755 | 2415 | 2244 | 2594 | 3063 | 2786 | 2280 | 1731 | 1373 | 1290 | 1509 | 1486 | 1448 | 1410 | 1332 |

### Economía

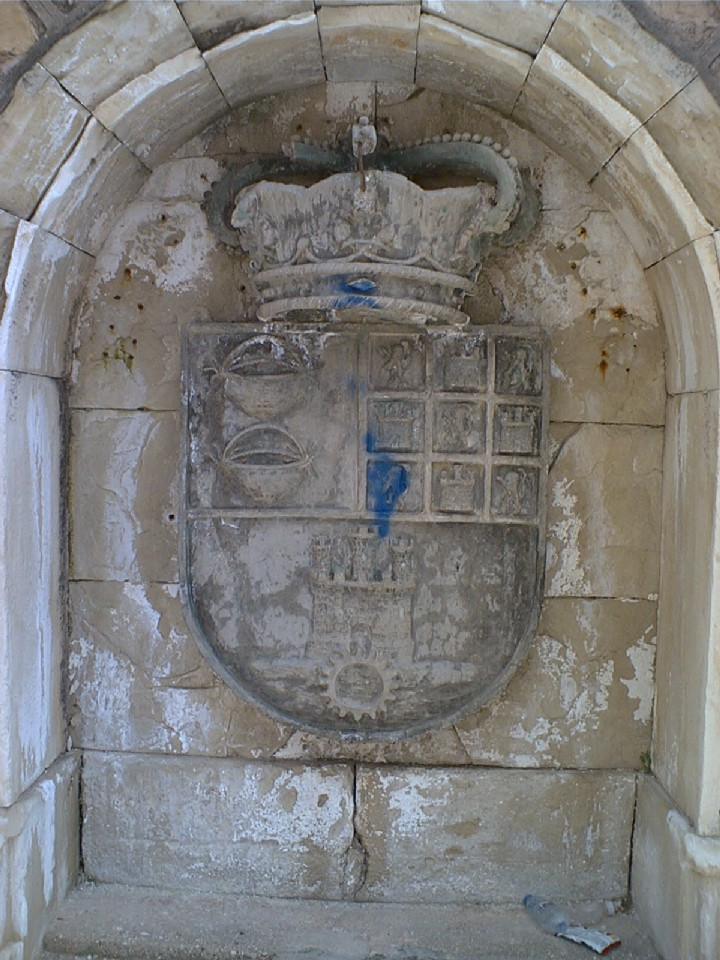
Blasón de piedra de la plaza del Ayuntamiento.

La actividad económica del municipio se desarrolla principalmente en torno al turismo, mayormente el turismo rural y la restauración; Existen unos cuantos establecimientos hoteleros, mayormente rurales, tanto en el pueblo como en el resto del término municipal. La oferta hotelera la completa un hotel de 3 estrellas con spa. También hay unos 25 restaurantes donde degustar platos tradicionales de la zona.
Sus mayores atractivos turísticos son el parque natural de los Calares del Río Mundo y de la Sima, el paisaje natural serrano y la proximidad de Alcaraz, localidad monumental.
La economía de antaño se basó en la metalurgia derivada de la minería local, porque abundan la calamina, para la obtención de cinc, y el cobre, para la fundición de latón y bronce en la ferrería del El Laminador. Esta industria data de 1772 cuando el rey Carlos III da el permiso real al ingeniero austriaco (nacionalizado español) Juan Jorge Graubner para la construcción de factorías que produzcan latón, conocidas como las Reales Fábricas de Bronce y Latón de San Juan de Riópar. Para su ubicación, se eligió un paraje junto a un curso de agua, donde abundaban las materias primas como el agua, la madera y la calamina (esta procedente de un yacimiento cercano). Fue la primera fábrica de latón y bronce de España y la segunda de Europa, tras Goslar, en Alemania, de la que solo queda recuerdo en los museos de la ciudad.
A finales del siglo XIX la mina de calamina pierde rentabilidad, las fábricas entran en regresión y tras algunos esfuerzos para su mantenimiento y recuperación por empresas privadas, cierran definitivamente en 1993. En la actualidad se conserva la vieja tradición metalúrgica mediante la fabricación y venta de artículos decorativos, lámparas y muebles de bronce, como souvenirs y menaje rústico tradicional.

## Patrimonio

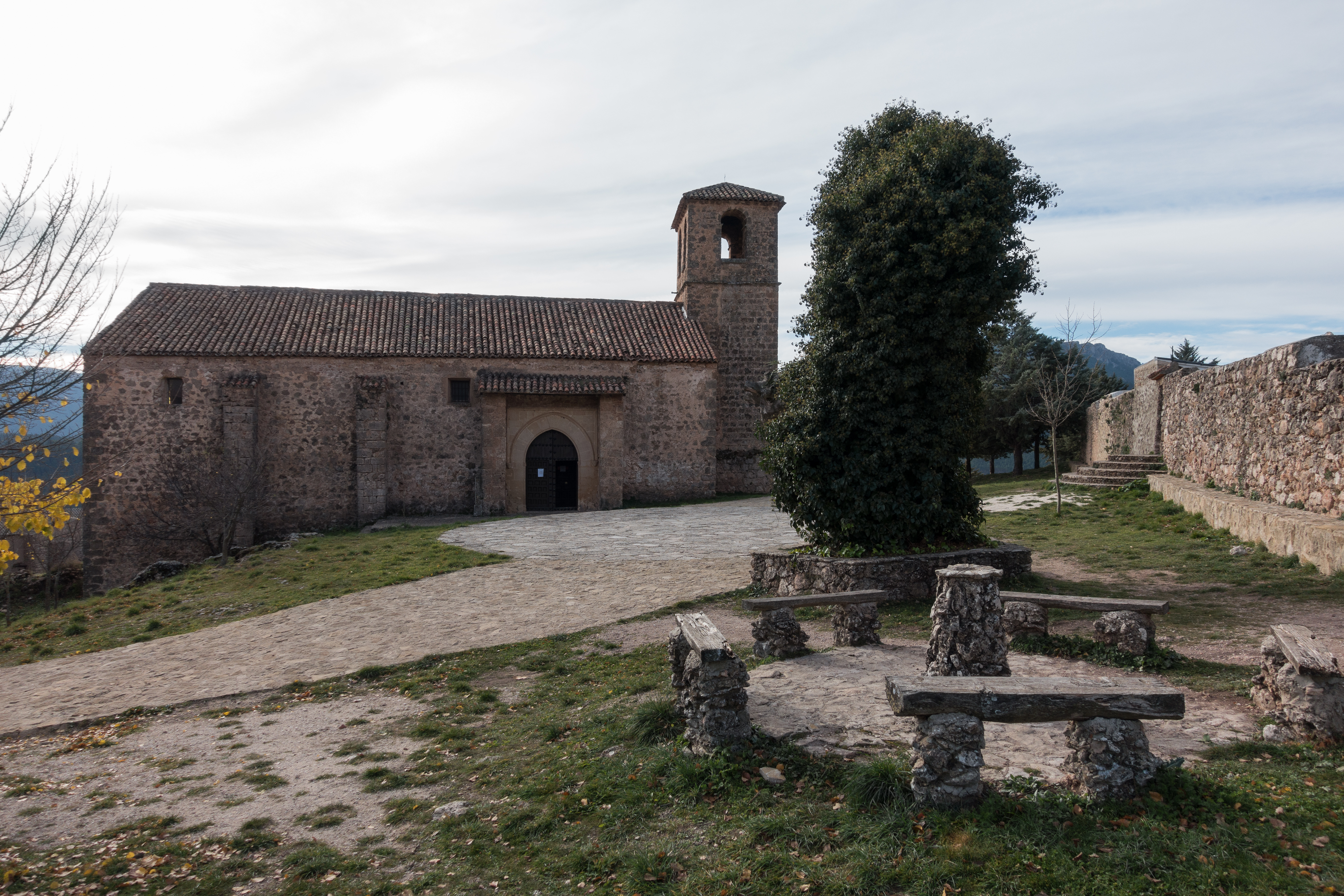
Iglesia parroquial del Espíritu Santo situada en la pedanía de Riópar Viejo

Es en la pedanía de Riópar Viejo donde se halla el patrimonio más antiguo del municipio:
- Restos del histórico castillo-fortaleza, de origen musulmán, y que posteriormente fuera propiedad del conde de Paredes, señor de la villa.[5][6]
- Iglesia parroquial del Espíritu Santo, una construcción del siglo XV, totalmente restaurada y remodelada. Precisamente, durante la ejecución de estas obras de restauración, se destaparon unos importantes frescos que se hallaban ocultos en el muro, tras el altar. Puede contemplarse una réplica de estos frescos góticos en la exposición Las Edades de Riópar.[7]

## Servicios
Las gentes de Riópar han sabido crear y mantener una economía orientada al sector servicios y al turismo. Destacan, entre otros los siguientes servicios de carácter público y privado:
- Una media de entre 10 y 15 establecimientos de restauración que, dependiendo la época del año estarán todos abiertos en temporada alta o al menos un mínimo de 5 a 10 en temporada baja.
- Un hotel de 3 estrellas con SPA.
- 3 pub y cafeterías.
- 2 empresas de turismo activo, que desarrollan actividades en Riópar y en poblaciones de alrededor.
- Multitud de alojamientos de turismo rural en complejos de cabañas en la montaña.
- Servicio de taxi y transporte con grúa.
- Varias pensiones y hostales.
- 1 albergue.
- 1 campamento juvenil.
- Pista de padel, gimnasio de titularidad privada y varias instalaciones deportivas de titularidad municipal.
- 3 supermercados.
- 3 panaderías.
- 3 carnicerías
- 2 entidades bancarias y varios agentes de seguros.
- 2 talleres mecánicos de automoción.
- 1 emisora de radio.
- 2 despachos de abogado con asesoría fiscal y contable.
- 5 peluquerías.
- 1 clínica de servicios fisioterapéuticos.
- 1 Autoescuela.
- 1 Empresa de transporte de Residuos Sólidos Urbanos.
- 1 Estudio de arquitectura.
- 1 Estudio de aparejador.
- 1 Operador local de telecomunicaciones con servicio en todos los núcleos de población.
- 1 fábrica de artículos de bronce, con artículos principalmente de grifería y orfebrería, heredera de la tradición en la fabricación de bronce de la población de Riópar.
- 1 taller de artesanía del bronce.
- Taller de ebanistería artesano.
- Tienda de alimentación Gourmet.
- Varias tiendas de souvenir y productos típicos de la zona.
- 2 almacenistas de materiales de construcción.
- 1 almacenista de bebidas para hostelería.
- 1 Gasolinera y un almacenista de combustible.
- 2 agentes de servicios inmobiliarios.
- 1 copistería.
- Varias empresas de construcción, encofrados, alicatados...
- 3 Instaladores electricistas
- 2 fontaneros.
- 2 empresas de herrería y carpintería metálica.
- 3 carpinteros de la madera.
- 1 colegio público de educación primaria
- 1 instituto de educación secundaria obligatoria.
- 1 guardería municipal.
- 1 Juzgado de paz.
- 1 brigada de prevención de incendios forestales.
- Cuartel de Guardia Civil.
- 1 centro de salud de atención primaria.
- 1 farmacia.
- 1 residencia de ancianos.
- 1 velatorio municipal.